# Sárfimizdó
Sárfimizdó is een plaats (község) en gemeente in het Hongaarse comitaat Vas. Sárfimizdó telt 108 inwoners (2001).